# Les Chevaux de bois (pel·lícula de 1896)
Les Chevaux de bois és una pel·lícula muda francesa de Georges Méliès, estrenada el 1896, produïda per Star Films. Actualment, la pel·lícula es considera perduda.